# 聖恵法親王
聖恵法親王（しょうえほっしんのう、嘉保元年（1094年） - 保延3年2月11日（1137年3月4日））は、平安時代後期の真言宗の僧。白河天皇の第5皇子。母は藤原師兼の娘（郁芳門院女房春日殿）。

## 略歴
仁和寺で出家し、成就院寛助に師事して密教を学ぶ。華蔵院に住した。1127年（大治2年）三品に叙せられ、1132年（長承元年）には鳥羽上皇の病気平癒を祈願している。弟子に寛暁がいる。